# Università degli Studi di Catania
L'Università degli Studi di Catania (o Siciliae Studium Generale, Siculorum Gymnasium, Studij Publici o Almo Studio, acronimo UniCt) è una università statale italiana fondata nel 1434, la più antica università della Sicilia e tra le maggiori in Italia per numero d'iscritti.

## Storia
Di un Gymnasium a Catania si ha notizia sin dal V secolo a.C., epoca in cui sarebbe avvenuta la fondazione di una accademia degli Omosipii da parte del legislatore Caronda. Tale ginnasio risulterebbe ai tempi di Ippocrate il terzo dopo Rodi e Cnido. Tuttavia le fonti rimangono mute sino ad un presunto restauro ad opera del console Marco Claudio Marcello e con l'ubicazione dello stesso presso l'attuale Castello Ursino, perlomeno se così vada intesa la tradizione riportata dal De Grossis che vide il reimpiego dei materiali del ginnasio proprio per l'edificazione del maniero. Di questo Studium rimangono solo citazioni presso svariate fonti.
A partire dall'impulso di tal Pietro Rizzari che fece inoltrare al senato civico un'istanza per la sua fondazione il 19 ottobre 1434 ad Alfonso V il Magnanimo. Alfonso V autorizzò la fondazione dello Studio Generale con il privilegio di rilasciare titoli di studio legalmente validi: licenze, baccellierati e lauree. Bisognerà attendere tuttavia il 1444 perché il pontefice Eugenio IV promulghi la bolla istitutiva del Siculorum Gymnasium. La bolla pontificia di Eugenio IV fu emanata il 18 aprile 1444. L'università era autorizzata a tenere diversi insegnamenti: teologia speculativa, dogmatica e morale, diritto civile, canonico e feudale, istituzioni romane, medicina, chirurgia, filosofia, logica, matematica ed arti liberali. Le prime lezioni pubbliche si ebbero alla fine del 1445 su impulso del viceré Lupo Ximenes de Urrea.
Nell’ambito del Regno di Sicilia aveva il privilegio esclusivo di conferire lauree, baccellierati (baccalauream) ed altre licenze (simili a diplomi professionali), per questo gli allievi del Collegio Domenicano di Palermo dovevano quindi presentarsi a Catania per il conseguimento dei titoli; Messina, invece, ottenne nel 1548 la concessione dello Studium, che però perse a seguito delle ribellioni del 1674-1678.
Le licenze erano in medicina e chirurgia e in utroque (entrambi), i baccellierati in teologia, medicina ed arti, mentre le lauree (il titolo più prestigioso) in teologia, diritto canonico, diritto civile (e in utroque iure), arti liberali, medicina e chirurgia.
I corsi iniziarono il 19 ottobre 1445, con sei docenti e vennero inizialmente tenuti in una costruzione che sorgeva in Piazza del Duomo, a fianco della Cattedrale di Sant'Agata, nei pressi dell'attuale Seminario dei Chierici. La prima Laurea venne conferita al siracusano Antonio Mantello nel 1449.
Nel corso del XVI secolo venivano rilasciati circa venti-venticinque titoli all'anno, mentre alla fine del secolo si arrivò anche a 50 titoli all'anno.
Nel 1684 l'Università fu trasferita nei locali fino ad allora occupati dall'ospedale San Marco (trasferitosi nell'ex-monastero di Santa Lucia, nei pressi dell'attuale Ospedale Vittorio Emanuele, in via Ospedale vecchio), fino al 1693 quando il terremoto ne distrusse la fabbrica. Da allora le attività si spostarono in alcuni locali alla Marina, fin quando non furono terminati i lavori per la costruzione del nuovo Palazzo dell'Università (iniziati nel 1696 sulle rovine del precedente edificio), che diverrà sede definitiva sino ad oggi.
Nel XVII secolo lo Studium godeva di una buona reputazione in quanto uno dei pochi, nei regni di Spagna e Sicilia, a rilasciare titoli degni di considerazione (al pari delle università di Salamanca, Valladolid ed Alcalà).
Nel 1779 si ha una riforma dello Studium: in quel periodo gli studenti erano circa duemila. Le cattedre vengono portate a trenta (con una prevalenza di cattedre in legge e medicina). Nel 1788 fu creata la prima cattedra di botanica che venne affidata a Matteo Di Pasquale. Nel corso dell'Ottocento nascono altre istituzioni: l'Accademia Gioenia per lo studio delle scienze naturali, su progetto di Giuseppe Gioeni nel 1824, l'Osservatorio meteorologico nel 1835, per iniziativa di Carlo Gemmellaro, l'Osservatorio Astronomico e l'Orto botanico nel 1858. Nasce la cattedra di economia politica.
Nello stesso secolo, avviene una forte riduzione del numero di studenti, causato dall'istituzione dell'Università di Palermo nel 1805 ed il ripristino dell'Università di Messina nel 1838. Il crollo del numero degli studenti viene in parte frenato da un provvedimento del re Ferdinando II, che determina il bacino territoriale delle tre università siciliane (Catania ha l'esclusiva per gli studenti della sua provincia, di quella di Noto e di Caltanissetta).

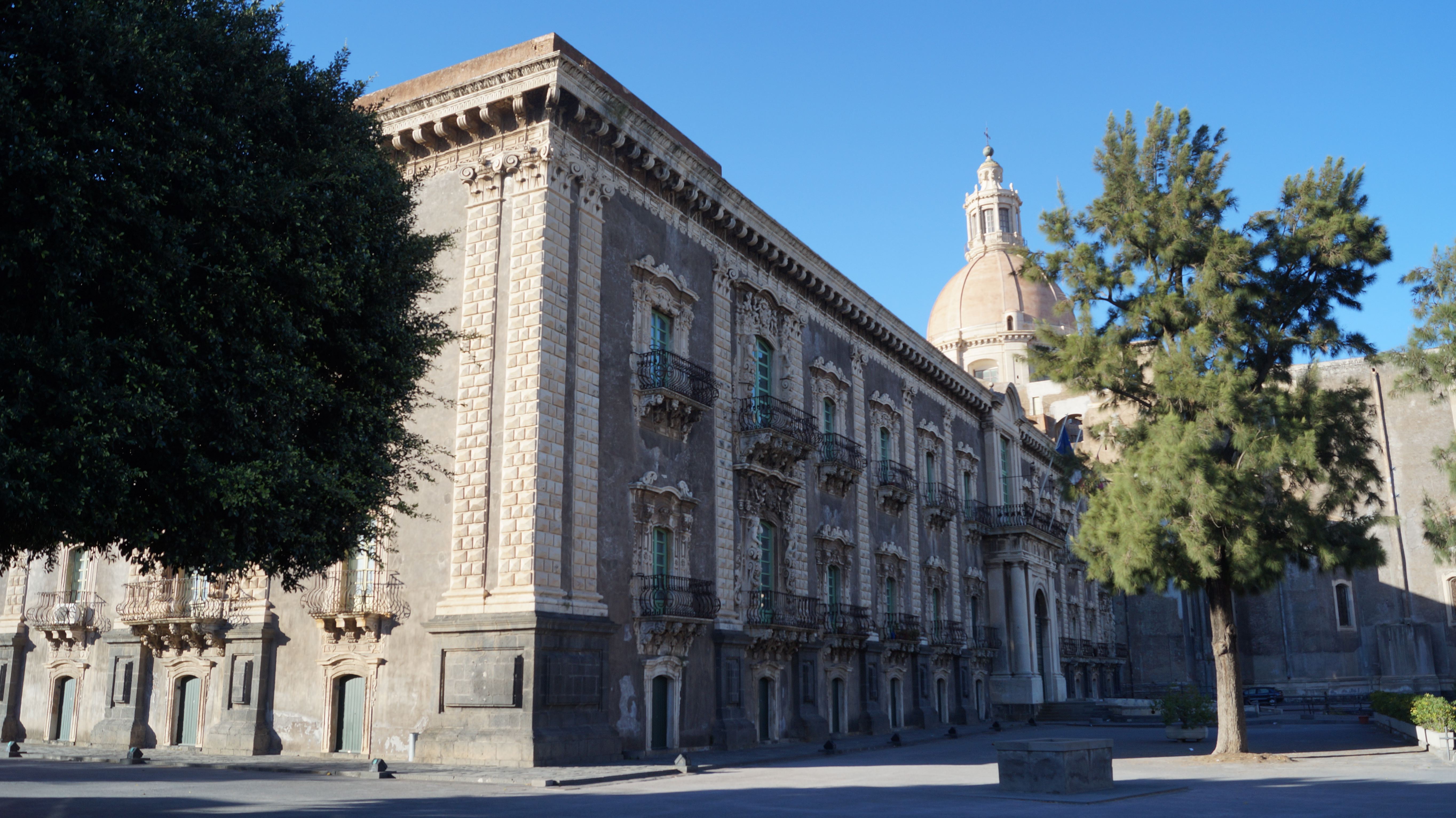
Monastero dei Benedettini - sede del Dipartimento di Scienze Umanistiche

Con l'Unità d'Italia entra in vigore la Legge Casati che ripristina l'ufficio del Rettore (abolito nel 1779), stabilendo che venga eletto tra i professori (e non più tra gli studenti dell'ultimo anno, come prima dell'abolizione) e stabilisce cinque facoltà per l'Università: filosofia, lettere, giurisprudenza, scienze fisiche e matematiche, e teologia. Viene abolito il provvedimento di Ferdinando II e nel 1862 la legge De Sanctis ne stabiliva il declassamento al secondo ordine.
Nel 1867 gli iscritti erano appena 143. Dal 1877 è il potere locale a sostenere finanziariamente e politicamente l'Università, che riesce così a rilanciarsi ed essere riammessa, nel 1885 tra le Università di primo ordine.

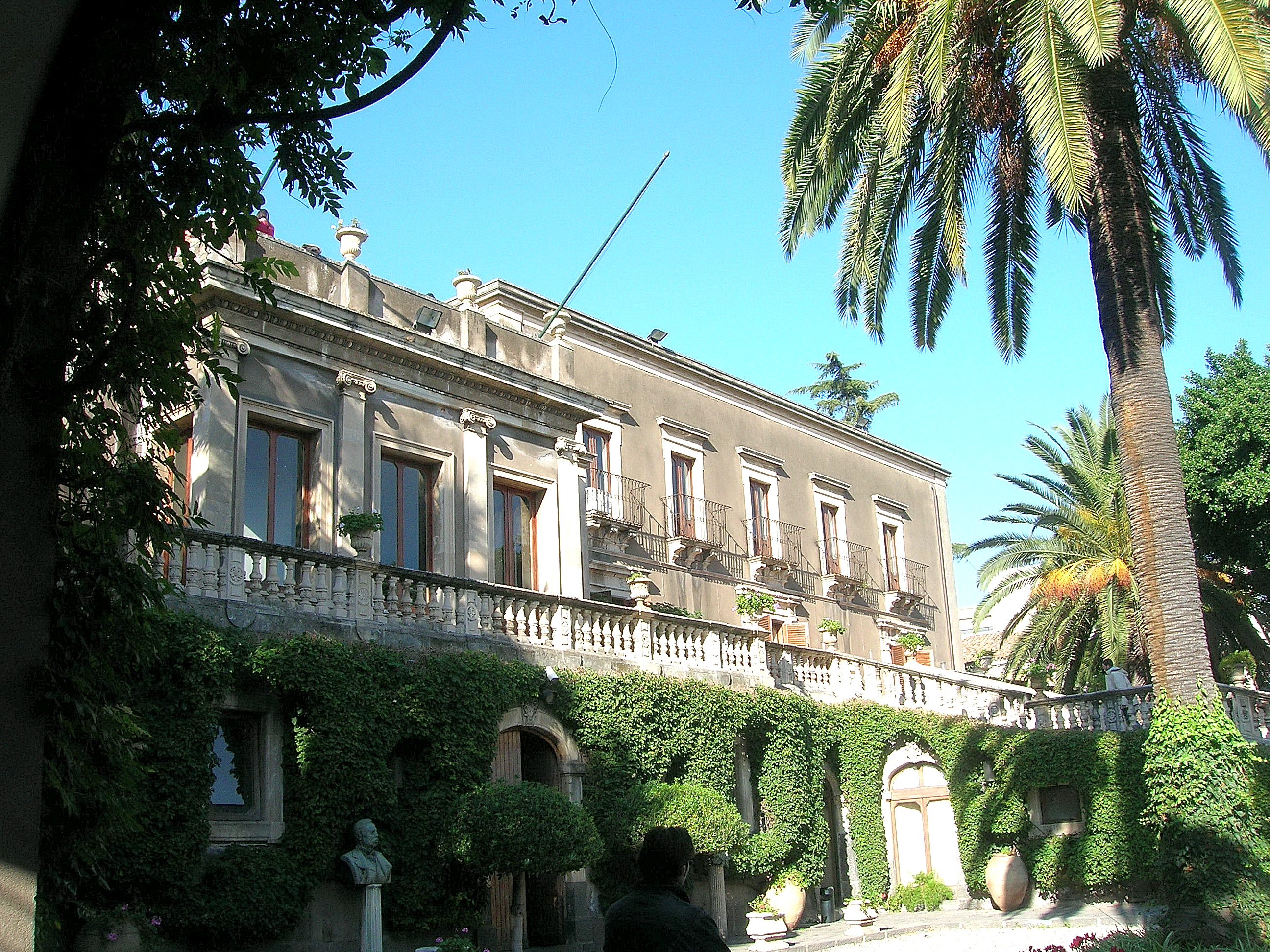
Villa Cerami - Sede del Dipartimento di Giurisprudenza

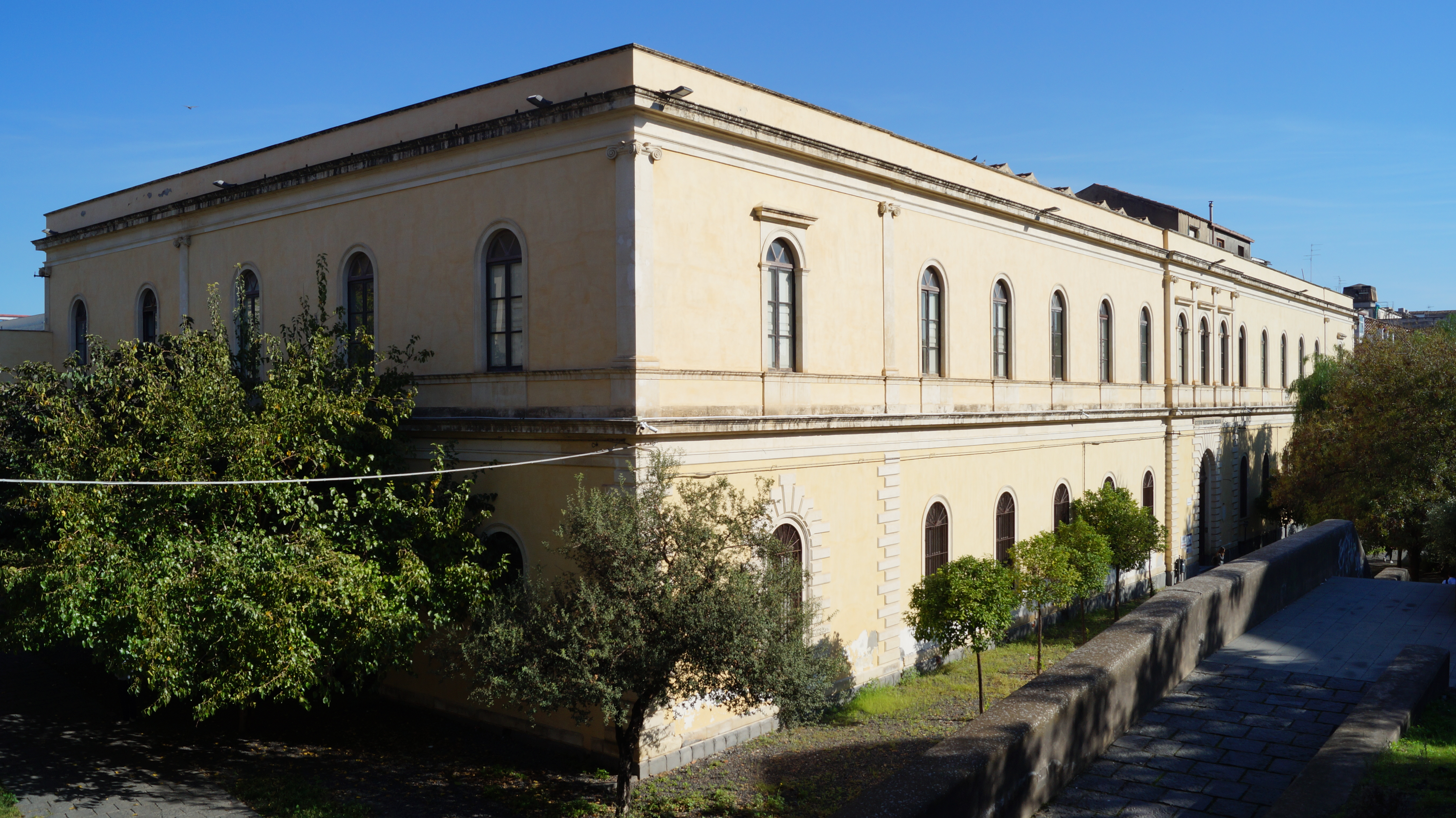
Palazzo Ingrassia - sede del Dipartimento di Scienze della Formazione, del Dipartimento di Archeologia, dell'Istituto per i Beni Archeologici e Monumentali (IBAM) e del Consiglio Nazionale delle Ricerche (CNR).

Negli anni cinquanta del Novecento si sviluppano gli insediamenti di Via Androne e nasce il Palazzo delle Scienze (insieme alla nuova facoltà di economia), si accresce il numero degli studenti (in particolare di medicina) e aumenta la presenza di cliniche universitarie presso gli ospedali cittadini.
Nel corso del rettorato di Cesare Sanfilippo (1950-1974) si avviano i progetti e la realizzazione della Cittadella Universitaria e del Nuovo Centro Universitario Clinico-Scientifico di S. Sofia (il Policlinico) e la facoltà di giurisprudenza si insedia a Villa Cerami.
Nel successivo rettorato di Gaspare Rodolico (1974-1994) si ha l'insediamento delle facoltà scientifiche nella nuova cittadella mentre si sceglie di lasciare le facoltà umanistiche nel centro storico, con l'insediamento della facoltà di lettere e filosofia nel prestigioso Monastero dei Benedettini, l'allargamento di giurisprudenza, l'acquisizione del Palazzo San Giuliano, per i servizi amministrativi, e l'insediamento della facoltà di scienze politiche al Palazzo Paternò di Raddusa. Nel 1998 nasce la Scuola Superiore di Catania.

## Strutture

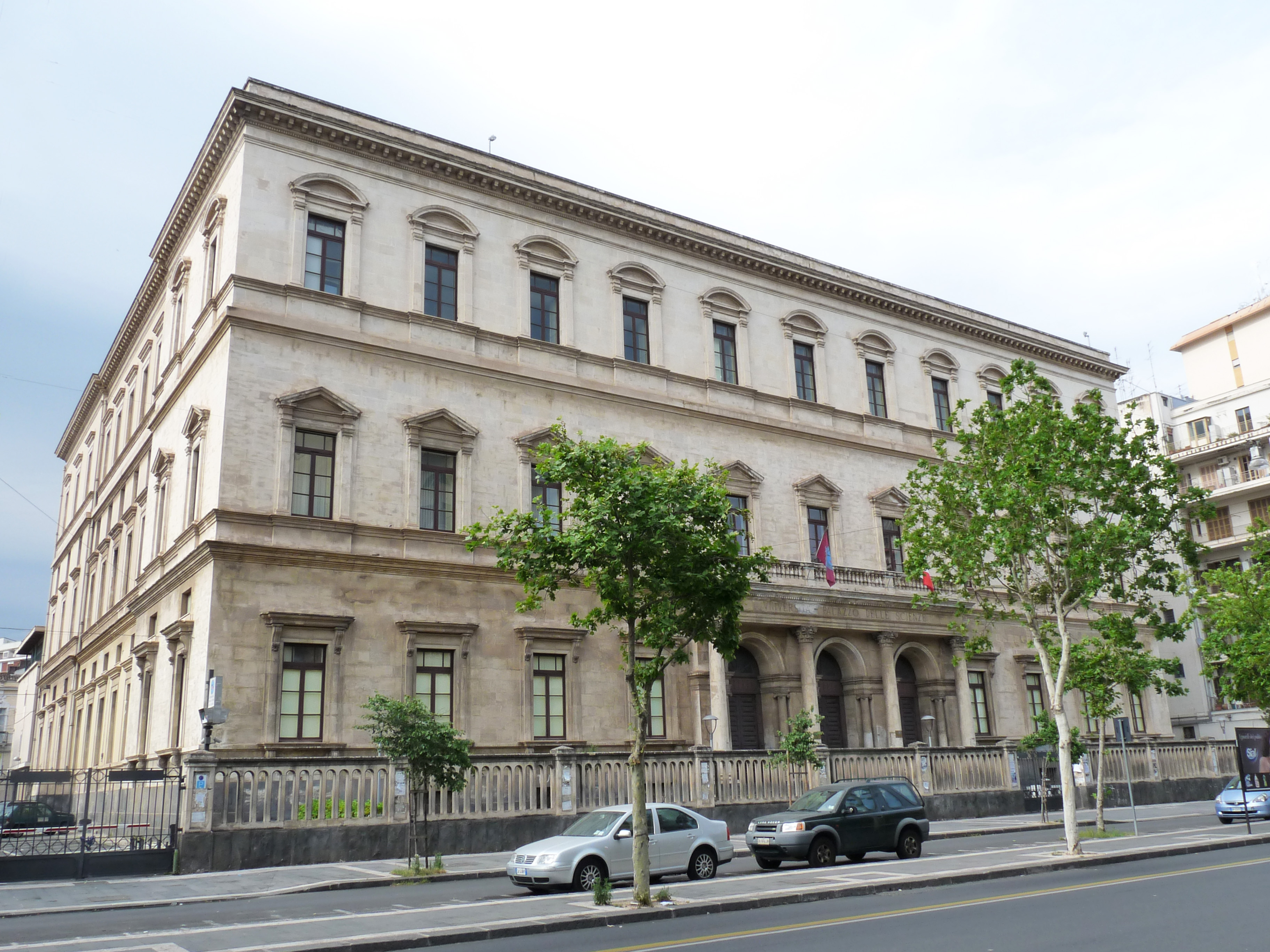
Palazzo delle Scienze - sede del Dipartimento di Economia e Impresa

L'ateneo è dunque organizzato in diciassette dipartimenti e due strutture didattiche speciali:
Dipartimenti
- Agricoltura, alimentazione e ambiente
- Chirurgia generale e specialità medico-chirurgiche
- Economia e impresa
- Fisica e astronomia
- Giurisprudenza
- Ingegneria civile e architettura
- Ingegneria elettrica, elettronica e informatica
- Matematica e informatica
- Medicina clinica e sperimentale
- Scienze biologiche, geologiche e ambientali
- Scienze biomediche e biotecnologiche
- Scienze chimiche
- Scienze del Farmaco e della Salute
- Scienze della formazione
- Scienze mediche, chirurgiche e tecnologie avanzate
- Scienze politiche e sociali
- Scienze umanistiche

Strutture didattiche speciali
- Architettura (Siracusa)
- Lingue e letterature straniere (Ragusa)
- Management delle imprese per l'economia sostenibile (Ragusa)[14]

### La cittadella universitaria
La Cittadella Universitaria di Catania è il principale polo scientifico dell'università. Si trova sulla collina Santa Sofia a nord della città. È stata progettata nel 1961 dall'architetto Luigi Piccinato. Vi hanno sede le facoltà tecnico-scientifiche dell'ateneo siciliano, il policlinico e il centro universitario sportivo.

### Scuola superiore di Catania
La Scuola superiore di Catania (SSC) è una struttura didattica residenziale universitaria di alta formazione, nata in via sperimentale nel 1998 su modello della Scuola Normale Superiore.
Gli allievi ordinari, ammessi mediante pubblico concorso, vivono gratuitamente all'interno di una struttura collegiale.
Nel 2004, la scuola è stata istituzionalizzata dal ministero dopo 5 anni di sperimentazione. La permanenza è vincolata al mantenimento di una media di 27/30 durante i primi tre anni e di 28/30 nei successivi anni fino al completamento del percorso di studio. Altri obblighi formativi sono il rispetto della frequenza di corsi interni, dei quali tre interdisciplinari e quattro specialistici, il conseguimento del 70% dei crediti annuali entro fine anno accademico dei primi tre anni (80% per gli anni successivi) ed  il conseguimento di una certificazione di lingua inglese di livello avanzato.
La sede della scuola è ubicata a villa San Saverio, residenza ottocentesca nei pressi dello stadio Angelo Massimino.

## Biblioteca universitaria
La biblioteca regionale universitaria è ubicata nella sede centrale in piazza Università.

### Storia
La biblioteca venne aperta nel 1755 su proposta dell'abate Vito Maria Amico, il primo nucleo di opere proveniva dalla raccolta dello storico Giambattista Caruso acquistata dall'università in quello stesso anno. La sua prima sede fu il palazzo dell'Università in sei sale ubicate accanto all'aula magna, al primo piano del palazzo. Una parte della biblioteca universitaria ha sede nella sezione distaccata di Palazzo Carcaci in via Etnea, ai quattro canti, dove nel 1983 è stata creata la sezione musicale e fonografica.
Nel 1767, a seguito dell'espulsione dei gesuiti dalla Sicilia, la biblioteca acquisì tutto il materiale proveniente dai collegi chiusi. Nel 1783 ricevette la donazione di una vasta raccolta di libri (circa 10500 volumi) da parte dell'arcidiocesi di Catania.
Nel 1885 serviva altri istituti ed era riunita amministrativamente con la biblioteca ventimiliana.
Nel 1912 il Ministero della pubblica istruzione, con sua nota del 14 dicembre di quell'anno (n. 4/5739), affidò all'Istituto di Botanica di Catania l'Erbario Cupani (XVII sec.) – di interesse sia storico che scientifico – a seguito della richiesta ufficiale da parte del direttore Luigi Buscalioni.

### Ricerca
Oltre ai dipartimenti, sono presenti dieci centri di ricerca:
- Centro di archeologia cretese
- Centro di documentazione e studi sulle organizzazioni complesse ed i sistemi locali
- Centro di ricerca finalizzata sulla giustizia dei minori e della famiglia
- Centro di ricerca finalizzato "la grande senescenza"
- Centro di ricerche sulle cause di degrado per il recupero dei beni culturali e monumentali
- Centro microscopia elettronica
- Centro interdisciplinare per problemi applicati alla ricerca informatica
- Centro di ricerca sulle tecnologie informatiche e multimediali applicate al diritto
- Centro universitario per l'innovazione tecnologica nello studio dei sistemi sociolinguistico territoriali dell'area euromediterranea
- Centro di Ricerca in Attività Motorie (CRAM) http://www.biometec.unict.it/it/content/cram
- Centro universitario per la tutela e la gestione degli ambienti naturali e degli agro-ecosistemi (CUTGANA)

## Rettori
Fino al 1779 il Rettore veniva eletto tra gli studenti di ultimo anno ed aveva il compito di protettore e giudice degli studenti. Successivamente la carica venne abolita, in quanto ritenuta deleteria per la disciplina degli studenti. Nel 1840 venne ripristinata e il rettore veniva scelto dal re tra i professori.

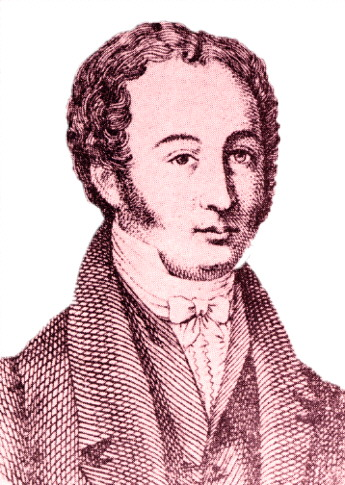
Carlo Gemmellaro

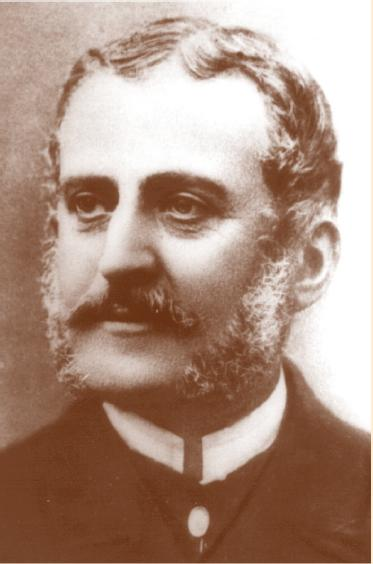
Giuseppe Carnazza Puglisi

### Regno delle due Sicilie
- Francesco Ferrara (1843-)
- Carlo Gemmellaro (1847)
- Giuseppe Catalano (1860-1861)

### Regno d'Italia
- Giuseppe Catalano (1861-1862)
- Mario Zurria (1862-1869)
- Salvatore Marchese (1869-1881)
- Giuseppe Zurria (1881-1886)
- Giuseppe Carnazza Puglisi (1886-1891)
- Salvatore Tomaselli (1891-1895)
- Angelo Majorana Calatabiano (1895-1896)
- Andrea Capparelli (1896-1898)
- Annibale Riccò (1898-1900)
- Pietro Delogu (1900-1903)
- Gesualdo Clementi (1903-1905)
- Giovan Pietro Grimaldi (1905-1908)
- Giuseppe Muscatello (1908-1910)
- Giuseppe Vadalà Papale (1910-1911)
- Giuseppe Majorana (1911-1919)
- Achille Russo (1919-1924)
- Pietro Delogu (1924-1927)
- Giuseppe Muscatello (1927-1937)
- Orazio Condorelli (1937-1943)
- Mario Petroncelli (1943-1944)
- Dante Majorana (1944-1947)

### Repubblica Italiana
- Guido Libertini (1947-1950)
- Cesare Sanfilippo (1950-1974)
- Gaspare Rodolico (1974-1994)
- Enrico Rizzarelli (1994-2000)
- Ferdinando Latteri (2000-2006)
- Antonino Recca (2006-2013)
- Giacomo Pignataro (2013-2016)
- Francesco Basile (2017-2019)
- Francesco Priolo (2019-in carica)

## Controversie
L'8 novembre 2008, l'edificio 2 della Cittadella universitaria, sede della Facoltà di farmacia, fu posto sotto sequestro preventivo per accertamenti riguardanti la presenza di sostanze altamente nocive. L'inchiesta accertò l'inadeguato smaltimento di rifiuti tossici e vagliò la possibile correlazione con la morte di quindici ricercatori dell'ateneo. La vicenda giudiziaria si concluse nell'ottobre del 2014 con l'assoluzione di tutti gli imputati «perché il fatto non sussiste».
Il 28 giugno 2019, l'indagine soprannominata "Università bandita" condotta dalla Procura di Catania, ha portato alla sospensione da parte del GIP del rettore Francesco Basile dell'Università di Catania. Sono state coinvolte anche altre cariche dell'ateneo catanese, tra le quali: Giacomo Pignataro, Giuseppe Sessa, Giancarlo Magnano San Lio, Filippo Drago, Carmelo Monaco, Giuseppe Barone, Giovanni Gallo, Michela Maria Benedetta Cavallaro, Roberto Pennisi. La procura ipotizza che siano stati truccati ventisette concorsi: diciassette per professore ordinario, quattro per professore associato e sei per ricercatore.